# ヨー・アビゲール
エルデーイ＝ヨー・アビゲール（Erdelyi-Joó Abigél 1990年8月6日- ）は、ハンガリーのブダペスト出身の柔道選手。階級は78kg級。身長183cm。得意技は跳腰。4段。

## 人物
柔道は6歳の時に始めた。2007年にはヨーロッパU23柔道選手権大会63kg級で3位になった。2008年に階級を70kg級に上げると、世界ジュニアでは2年続けて3位になった。ヨーロッパU23柔道選手権大会では2009年から3連覇を果たした。2010年に階級を78kg級に上げると、ヨーロッパ選手権で優勝を飾るが、世界選手権では2回戦でドイツのハイデ・ウォラートの有効で敗れた。2011年の世界選手権では準々決勝でブラジルのマイラ・アギアルの払腰で敗れると、敗者復活戦でもオランダのマリンド・フェルケルクの有効で敗れて7位に終わった。2012年のヨーロッパ選手権では決勝で世界チャンピオンであるフランスのオドレー・チュメオを小内刈で破って2年ぶり2度目の優勝を果たした。
ロンドンオリンピックでは準々決勝でアメリカのケイラ・ハリソンと対戦すると、技ありを先取しながら逆転の一本負けを喫すると、その後の3位決定戦でもチュメオに一本負けして5位に終わった。
2013年2月に開催されたグランドスラム・パリの敗者復活戦で日本の佐藤瑠香と対戦した際に、試合半ばで指導3まで与えられたことを不服としたコーチのパンツェル・ガーボルがヨーに畳から去るように指示を与えると、ヨーは試合の途中で畳から去って反則負けとなった。その後暫くして審判に促されたヨーは畳に戻ると、先ほどの一件を謝罪して礼を行った。IJFの規律委員会は、「この不作法は柔道精神への完全なる敵対行為であるのみならず、IJFのイメージにも打撃を与えるものだ」として、コーチのパンツェルに9ヶ月の猶予期間を含めた1年間のIJF及びその傘下の連盟が主催する大会への参加資格停止処分を科した。8月の世界選手権では初戦で北朝鮮の薛京に一本負けを喫した。
2016年のリオデジャネイロオリンピックでは初戦で日本の梅木真美を破ったが7位に終わった。2017年に地元のブダペストで開催された世界選手権では3回戦で敗れた。
IJF世界ランキングは1474ポイント獲得で8位となっている(18/12/10現在)。

## 主な戦績
63kg級での戦績
- 2006年
  - ヨーロッパカデ柔道選手権大会 3位
- 2007年
  - ヨーロッパジュニア 3位
  - ヨーロッパU23柔道選手権大会 3位

70kg級での戦績
- 2008年
  - ヨーロッパジュニア 優勝
  - 世界ジュニア 3位
  - 嘉納杯 7位
- 2009年
  - ワールドカップ・ソフィア 優勝
  - ヨーロッパジュニア 優勝
  - 世界ジュニア 3位
  - ヨーロッパU23柔道選手権大会 優勝

78kg級での戦績
- 2010年
  - ワールドカップ・ワルシャワ 優勝
  - ヨーロッパ選手権 優勝
  - ワールドカップ・ブカレスト 優勝
  - ヨーロッパU23柔道選手権大会 優勝
  - グランプリ・アブダビ 5位
- 2011年
  - ワールドマスターズ 3位
  - グランドスラム・パリ 3位
  - ヨーロッパ選手権 5位
  - グランプリ・バクー 優勝
  - グランドスラム・モスクワ 2位
  - 世界選手権 7位
  - グランプリ・アブダビ 優勝
  - ヨーロッパU23柔道選手権大会 優勝
- 2012年
  - ワールドマスターズ 5位
  - ワールドカップ・ブダペスト 3位
  - ヨーロッパ選手権 優勝
  - ロンドンオリンピック 5位
  - ヨーロッパU23柔道選手権大会 優勝
- 2013年
  - ヨーロッパオープン・プラハ 3位
  - ヨーロッパ選手権 3位
  - グランドスラム・バクー 優勝
  - ワールドマスターズ 2位
  - ユニバーシアード 優勝
  - グランドスラム・モスクワ 優勝
- 2014年
  - ヨーロッパ選手権 3位
- 2015年
  - グランプリ・デュッセルドルフ 3位
  - グランプリ・ザグレブ 3位
  - グランドスラム・アブダビ　3位
- 2016年
  - グランプリ・ハバナ　優勝
  - ヨーロッパ選手権　7位
  - グランプリ・ブダペスト　3位
  - リオデジャネイロオリンピック 7位
  - グランプリ・ザグレブ　優勝
  - グランプリ・タシュケント　優勝
- 2017年
  - ヨーロッパオープン・オーバーヴァルト　3位
  - グランドスラム・バクー　3位
  - ヨーロッパ選手権　3位
  - グランドスラム・エカテリンブルグ　3位

(出典、JudoInside.com)。